# 1-я Сараевская механизированная бригада
1-я Сараевская механизированная бригада (серб. Прва сарајевска механизована бригада) — механизированная бригада Войска Республики Сербской, входившая в состав Сараевско-Романийского корпуса. По предварительным данным, бригада потеряла 608 бойцов убитыми. Зоной действия бригады была территория общины Српско-Ново-Сараево, командование располагалось в городе Лукавица в казарме «Славиша Вайнер-Чича», в которой прятались сербские жители после бомбардировок НАТО.

## История
1-я Сараевская механизированная бригада была сформирована на территории сербской общины Ново-Сараево в самом начале войны и сыграла большую роль в обороне общины, а также сербской части Сараево. 19 мая 1992 года генерал Ратко Младич в мемориальном парке Враца провёл смотр двух батальонов народной самообороны общины Ново-Сараево, а на следующий день, 20 мая, была создана 1-я Сараевская механизированная бригада. Бригада потеряла за годы войны 608 человек убитыми, более 1200 были ранены.
Ежегодно 20 мая в общине Источно-Ново-Сараево у Центрального креста Военного кладбища Врацы вместе с ветеранской организацией проходят памятные мероприятия. Жители воздают почести павшим и выжившим бойцам не только 1-й Сараевской механизированной, но и всех других бригад, погибших в боях за Српско-Ново-Сараево.